# The Leasowes

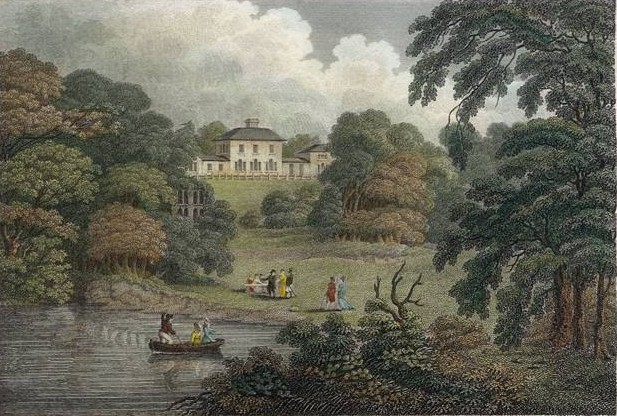

The Leasowes es una propiedad de 57 hectáreas situada en Halesowen, en el condado de Shropshire, Inglaterra. El conjunto está formado por una casona y amplios jardines.
Los jardines, considerados como uno de los primeros ejemplos del jardín inglés fueron proyectados entre 1743 y 1763 por William Shenstone como “ornée ferme”. Tras su muerte, arruinado, quedaron abandonados hasta su restauración en 2005. La casa albergó el Colegio Anstey.